# Apostolos Kurkumbas
Apostolos Kurkumbas (ur. 24 maja 1985 w Wolosie) – grecki wioślarz.

## Osiągnięcia
- Mistrzostwa Świata Juniorów – Ateny 2003 – czwórka bez sternika – 6. miejsce[1].
- Mistrzostwa Świata U-23 – Amsterdam 2005 – czwórka bez sternika wagi lekkiej – 2. miejsce[1].
- Mistrzostwa Świata U-23 – Glasgow 2007 – czwórka bez sternika wagi lekkiej – 1. miejsce[1].
- Mistrzostwa Świata – Monachium 2007 – dwójka bez sternika wagi lekkiej – 6. miejsce[1].
- Mistrzostwa Europy – Poznań 2007 – czwórka bez sternika wagi lekkiej – 10. miejsce[1][2].